# Lobelia fistulosa
Lobelia fistulosa là loài thực vật có hoa trong họ Hoa chuông. Loài này được Vell. mô tả khoa học đầu tiên năm 1829.